# 岡村為蔵
岡村 為蔵（おかむら ためぞう、天保14年5月25日（1843年6月22日） - 大正4年（1915年）2月21日）は、幕末期の桑名藩士、明治時代の司法官僚、大審院判事。

## 経歴
越後国山室（現在の新潟県柏崎市）に、行田常冶改め常左衛門の次男として生まれ、まもなく山室の庄屋岡村家第14代権之丞の娘と入婿して岡村家を継ぐ。14歳で庄屋見習。慶応3年（1867年）桑名藩柏崎陣屋から郡中取締役を申し付けられ、その年の6月には一代苗字帯刀を許され武士となる。桑名藩が戊辰戦争で鯨波戦争を最後に敗走し、新政府が柏崎民政局を置くと、民政局御用掛となり、敗戦処理の経験を買われて会津戦争の戦後処理のため、若松県に2年出向。
上京して慶應義塾に学び、柏崎県が誕生すると、司法省へ出仕。明治6年より山梨裁判所3級判事補となる。明治8年、九州で士族反乱が活発になると、福岡県権大属聴訟課刑事課長。翌9年一等等警部となり第一戦の指揮官となる。まもなく西南戦争、秋月の乱、福岡の変、田原坂の戦いと転戦。鎮圧に成功すると、大阪上等裁判所判事として再度司法省に出向。3年後には千葉始審裁判所所長として5年着任、明治24年（1891年）に大審院判事となる。

## 栄典
位階
- 1902年（明治35年）4月30日 - 従四位[2]

勲章等
- 1887年（明治20年）5月27日 - 勲六等単光旭日章[3]
- 1889年（明治22年）11月29日 - 大日本帝国憲法発布記念章[4]